# Liu Hongyu
Liu Hongyu (chinês: 刘宏宇; Liaoning, 11 de janeiro de 1975) é uma ex-atleta chinesa campeã mundial da marcha atlética. Conquistou a medalha de ouro da marcha de 20 km no Campeonato Mundial de Atletismo de 1999 em Sevilha, Espanha.